# Serena Sáenz
Serena Sáenz (* 22. März 1994 in Barcelona) ist eine spanische Opernsängerin in der Stimmlage Sopran.

## Biografie
Serena Sáenz begann im Alter von zwölf Jahren mit Chorgesang und trat schon bald darauf als Solistin in Kinderopern auf. Sie studierte Gesang am Liceu Conservatoire in Barcelona bei Dolors Aldea und an der Hochschule für Musik Hanns Eisler Berlin bei Anna Samuil und erhielt auch eine Ausbildung in Ballett und Modern Dance. Seit der Spielzeit 2015/2016 gaben ihr Projekte mit jungen Künstlern Gelegenheit, weitere Bühnenerfahrung zu sammeln und dabei Rollen wie Belinda in Dido and Aeneas, Norina in Don Pasquale, Alice in Rossinis Le Comte Ory und Gretel in Hänsel und Gretel zu erarbeiten.
Von 2018 bis 2020 war sie Mitglied im Internationalen Opernstudio der Berliner Staatsoper Unter den Linden und stellte während dieser Zeit u. a. die Pamina in Die Zauberflöte, den Waldvogel in Siegfried und die Zerlina in Don Giovanni dar. In der Folgezeit war sie an diesem Haus 2020 als Zerbinetta in Ariadne auf Naxos und 2021 als Nannetta in Falstaff zu Gast. Weitere Debüts des Jahres 2021 waren die Titelrolle in Lucia di Lammermoor am Gran Teatre del Liceu, Barcelona und die Königin der Nacht in Die Zauberflöte an der Ópera de Oviedo. 2022 gab sie in einer Tourneeproduktion, die am Teatro de La farándula in Sabadell ihren Ausgang nahm, die Norina in Don Pasquale, debütierte an der Wiener Staatsoper als Zerbinetta in Ariadne auf Naxos und beschloss das Jahr am Teatro Real de Madrid als Lisa in La sonnambula. 2023 war sie wiederum an der Wiener Staatsoper als Lauretta in Gianni Schicchi zu erleben. Ihr Debüt an der Bayerischen Staatsoper gab sie 2024 als Lucia di Lammermoor.

## Preise und Auszeichnungen
- 1. Preis, Publikumspreis und Sonderpreise beim 16. Internationalen Montserrat Caballé Gesangswettbewerb, Barcelona (2021)[11]
- 3. Preis und Publikumspreis beim 7. Paris Opera Competition (2022)[12]
- 2. Preis, Birgit Nilsson Prize und Pepita Embil Prize of Zarzuela bei Operalia (2022)[13]
- Auszeichnung als beste Nachwuchssängerin der Spielzeit 2022/23 bei den Premios Opera XXI (2023)[14]